# EA Sports FC
 (novembre 2024).
EA Sports FC est le nom générique d’une série de jeux vidéo de football développée et éditée annuellement par Electronic Arts depuis 2023, succédant à la série FIFA.

## Liste des jeux
- 2023 : EA Sports FC 24, EA Sports FC Online, EA Sports FC Mobile
- 2024 : EA Sports FC 25, EA Sports FC Tactical
- 2025 : EA Sports FC 26

### Opus principaux

#### FC 24
- Date de sortie : 29 septembre 2023

- Joueur en couverture : Erling Haaland (version standard); plusieurs joueurs
- Apparition des joueuses féminines dans le mode «Ultimate Team»
- Refonte totale des menus principaux

#### FC 25
- Date de sortie : 27 septembre 2024
- Joueur en couverture : Jude Bellingham (version standard)

### Autres opus

#### FC Online
- Date de sortie : 22 septembre 2023

#### FC Mobile
- Date de sortie : 26 septembre 2023

#### FC Tactical
- Date de sortie : 22 mai 2024

## Localisation
À partir de FC 24, Omar da Fonseca, Benjamin da Silva et Laure Boulleau sont les commentateurs des principaux opus de la série pour la version localisée en France métropolitaine,.